# Ливонско војводство
Ливонско војводство (пољски: Księstwo Inflanckie, латински: Ducatus Ultradunensis, естонски: Üleväina-Liivimaa hertsogkond, летонски: Pārdaugavas hercogiste), позната и као Пољска Ливонија, је била територија Великог војводства Литваније и Пољско-литванске уније, која је постојала у периоду од 1561. до 1621. године, на просторима данашње северне Летоније и јужне Естоније.

## Историја
Ливонија је била део Велике кнежевине Литваније од 1561. године када је Ливонски ред секуларизован споразумом у Вилнусу, а Ливонска конфедерација укинута током Ливонског рата. Од дела Ливоније формирано је Војводство Курландија и Семигалија, док је југозападни део данашње Естоније и североисточни део данашње Летоније уступљен Великом војводству Литванији. Ливонско војводство формирано је 1566. године Споразумом о Унији између ливонских земљопоседника и литванских власти. Нови војвода постао је Јан Хијерономович Чоткиевич који је владао од 1566. до 1578. године. Резидирао је у Сигулдском замку. Војводство је било део Великог војводства Литваније до 1569. године. Након стварања Лублинске уније, Ливонско војводство ушло је у домен пољске круне. Током Шведско-пољских ратова, Швеђани заузимају већи део Ливонског војводства. Њихова освајања призната су споразумом у Алтмарку 1629. године. Пољско-литванска унија задржала је јужни део Вендског војводства кога је задржала до прве поделе Пољске 1772. године, када је ове територије освојила Катарина Велика. Титула Великог војводе Ливоније од тада се додаје уз титулу руског цара.

### Административне области
- Дорпатско војводство (Дорпат)
- Парнавско војводство (Парнава)
- Вендско војводство (Венден)